# Barbula declivium
Barbula declivium är en bladmossart som beskrevs av C. Müller 1882. Barbula declivium ingår i släktet neonmossor, och familjen Pottiaceae. Inga underarter finns listade i Catalogue of Life.